# Abbazia di Chiaravalle della Colomba
L'abbazia di Chiaravalle della Colomba è un'abbazia cistercense fondata l'11 aprile 1136, ed è situata nell'omonimo paese nei pressi del comune di Alseno, nella provincia di Piacenza e nella diocesi di Piacenza-Bobbio.

## Storia
L'abbazia è stata fondata attorno al 1136 da san Bernardo di Chiaravalle, che per comporre la prima comunità si avvalse di dodici monaci provenienti dall'Abbazia di Clairvaux. Il complesso nacque quando Bernardo accolse le suppliche del vescovo Arduino di Piacenza e del suo popolo: era tipico dei monasteri cistercensi, infatti, insediarsi in zone disagiate, lavorando attivamente per coltivarle e bonificarle ed incanalando lo sforzo di ascesi spirituale attraverso il duro lavoro. Celebre è, in tal senso, la formula Ora et labora. 

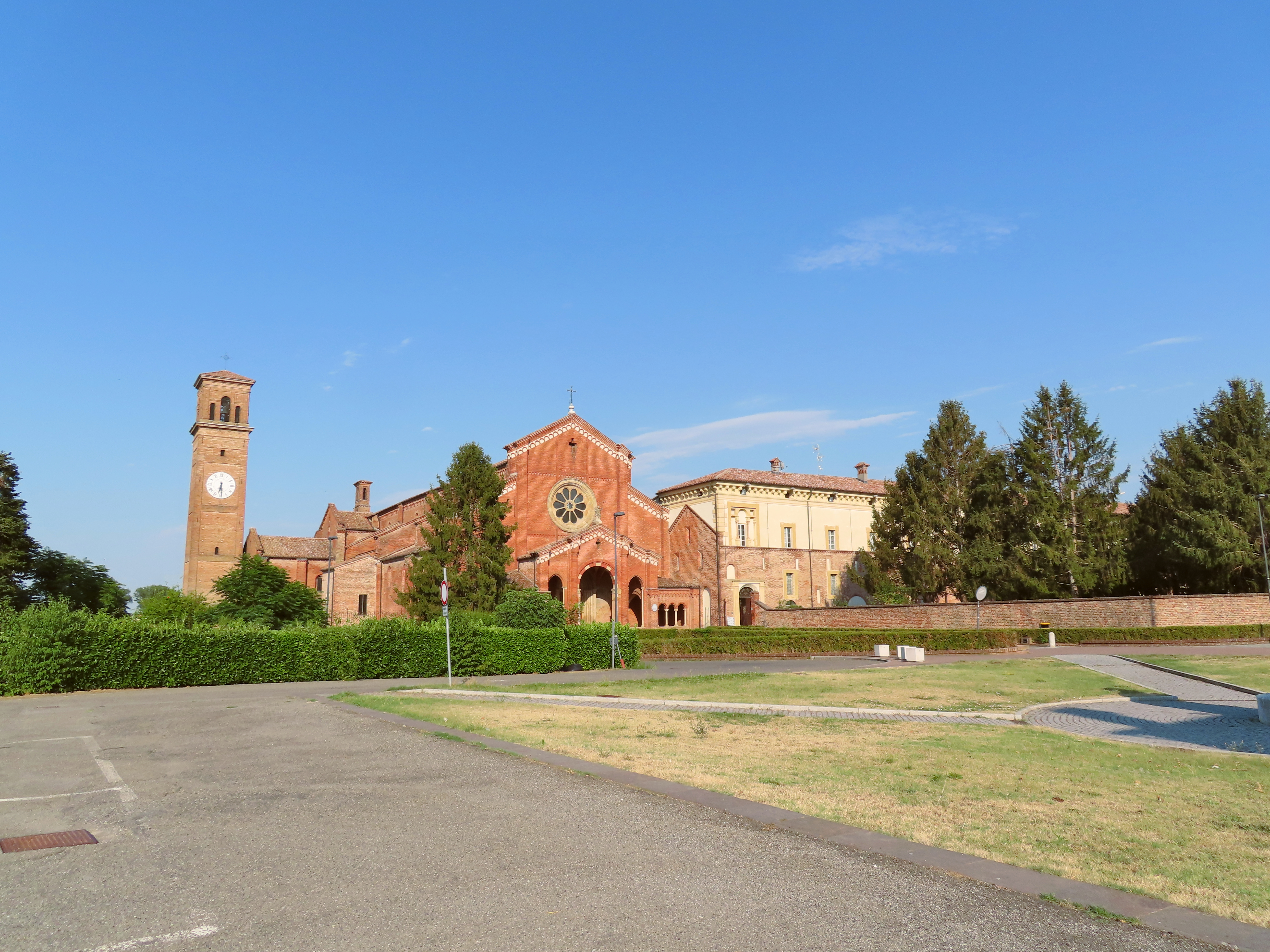
Facciata e lato nord della basilica.

Il primo documento che ne riporta l'esistenza ufficiale è, nel 1136, una institutionis paginam del vescovo Arduino stesso. Con essa il prelato concede al monastero i primi beni terrieri, cui altri seguiranno dai marchesi Pallavicino e Cavalcabò. Tuttavia l'inizio dei lavori del corpo della basilica è successivo al 1145 e si protrae per i duecento anni successivi. Il primo privilegio papale giunge il 7 febbraio 1137 ad opera di papa Innocenzo II. Il monastero verrà poi accolto sotto la protezione della Sede Apostolica ad opera di papa Lucio II, col Laterano del 12 luglio 1144.

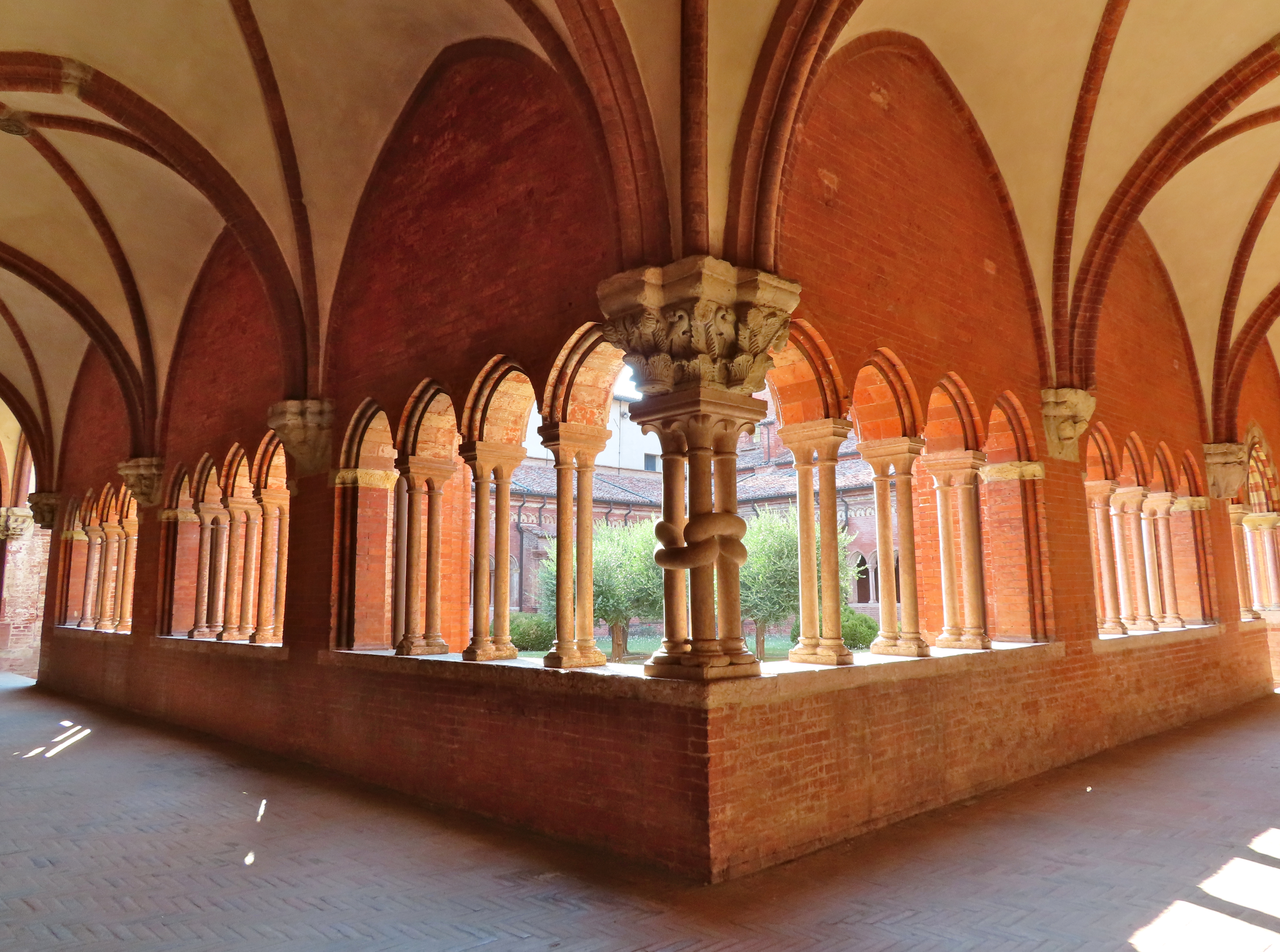
Portico del chiostro.

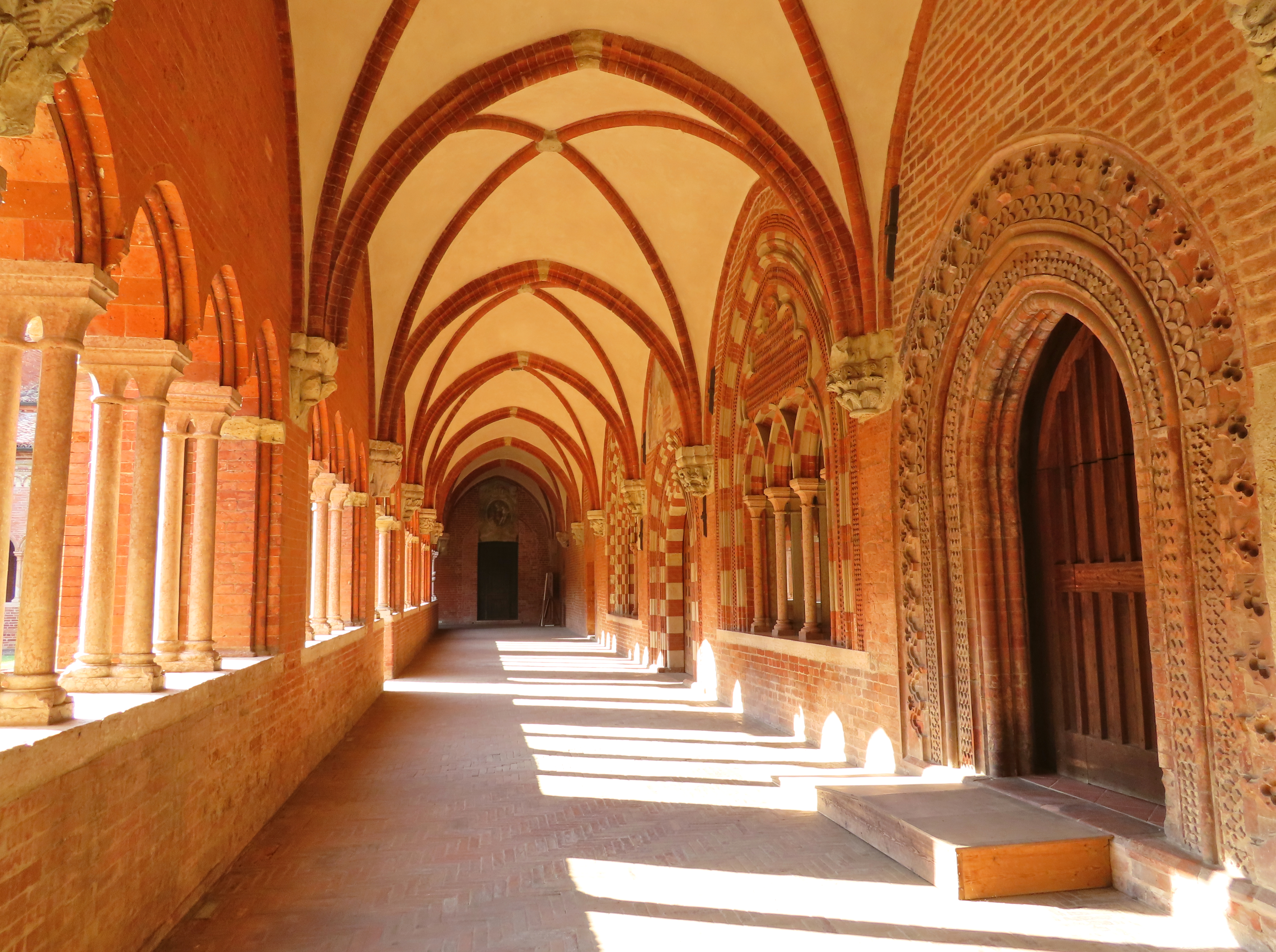
Portico est del chiostro.

Già in questo antico documento si fa riferimento all'appellativo della colomba. Infatti, secondo la leggenda, mentre i monaci costruivano la chiesa in una zona diversa, una colomba si mise a volteggiare davanti a loro, raccogliendo delle pagliuzze e portandole in un luogo a circa trecento metri più a nord, delineando un perimetro di chiesa e facendo intuire ai cistercensi il luogo corretto in cui costruire. Si trattava della zona di San Michele Arcangelo, che è ricordato con una cappella a lato dell'abside. Tuttavia è assai più probabile che l'intitolazione a Santa Maria della Colomba faccia riferimento alla discesa dello Spirito Santo nel grembo di Maria durante l'Annunciazione.
Dall'abbazia di Chiaravalle della Colomba, sede famosa di attività religiose, scientifiche, letterarie ed agronomiche, arrivarono a dipendere oltre venti altre abbazie.
Il monastero, tuttavia, fu spesso preda di razzie, come quella del 1214, ad opera dei vari eserciti che si contendevano il controllo del territorio. O come nel 1248, quando diversi monaci furono uccisi nel saccheggio e conseguente incendio ad opera di Federico II di Svevia. Un altro grave problema si verificò quando invalse l'uso della commenda. Secondo tale uso una data abbazia o monastero si vedeva assegnare come priore un personaggio illustre. Questi viveva, solitamente, ben lontano dal monastero stesso, raramente se ne occupava e più solitamente si limitava ad incassarne le cospicue rendite economiche. L'abbazia si vide data in commenda da papa Eugenio IV nel 1444. Tuttavia non tutti gli abati commendatari trascurarono l'abbazia, per questo il complesso degli edifici si ampliò notevolmente anche nel XVII e XVIII secolo.

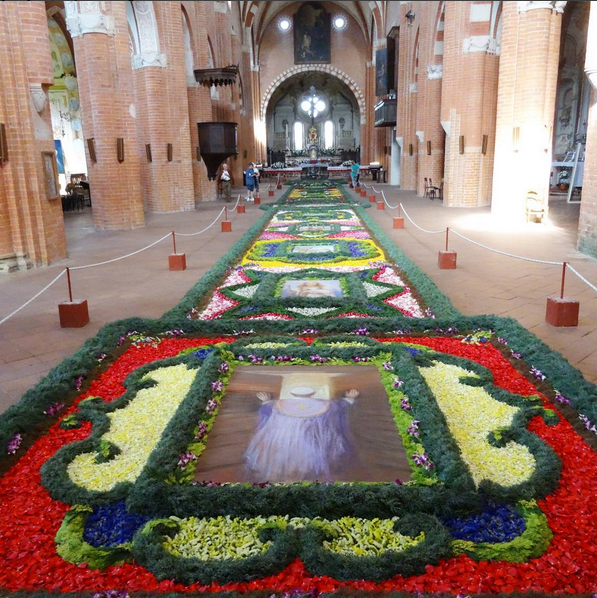
Infiorata del Corpus Domini del 2016.

Nel 1769, in seguito ad un decreto di soppressione da parte del Duca di Parma, i monaci lasciarono l'abbazia e furono accolti in quella di San Martino de' Bocci. Nel 1777, dopo aver pagato un riscatto, i monaci poterono ritornare nella loro abbazia, ma due decreti napoleonici, nel 1805 e nel 1810, confiscarono i beni e soppressero l'istituzione monastica. I religiosi vennero allontanati, rimasero a Chiaravalle due monaci, uno come insegnante ed uno come parroco (la chiesa rimase infatti parrocchiale fino ai giorni nostri), oltre ad un converso con funzioni di sagrestano. L'archivio, la biblioteca e gli arredi vennero dispersi; i mille ettari di terreno ed i fabbricati divennero proprietà degli Ospedali Civili di Piacenza.
Sino al 1937 la cura della parrocchia e dei locali dell'abbazia fu affidata ad un abate-parroco del clero secolare, mentre il monumento fu esposto ad ogni genere di abusi. Monsignor Guglielmo Bertuzzi, dagli inizi del XX secolo abate parroco di Chiaravalle, iniziò a recuperare la storia ed i locali dell'abbazia, e convinse la Sovrintendenza a realizzare delle campagne di restauro che permisero di far emergere capolavori come la Crocefissione della Sagrestia e di consolidare gli altri locali. Riuscì anche a far tornare i monaci cistercensi attraverso un accordo, nel 1937, tra il Vescovo di Piacenza e la Congregazione cistercense di Casamari.
Nel 1976 il complesso architettonico è diventato proprietà demaniale e le Soprintendenze statali hanno continuato quel lungo itinerario di restauri che hanno portato l'abbazia ad essere splendente come un tempo. Chiaravalle ha ripreso ad essere sede di convegni di studio e vede un continuo afflusso di visitatori. I monaci quindi assunsero la cura della parrocchia e del complesso stesso, che ha avuto diversi restauri negli anni e di altri ancora necessita. Oggi è sede di ritiri spirituali, convegni di studio e meta di visitatori che cercano i prodotti tipici dei monaci: liquori, tisane, medicinali fitoterapici, profumi, mieli pregiati.
La ricorrenza liturgica oggi più nota è quella del Corpus Domini, legata all'Infiorata, ovvero un lungo tappeto fiorito che si estende dall'entrata dell'abbazia fino al presbiterio, e che presenta diversi quadri raffiguranti motivi sacri, spesso eucaristici, che seguono ogni anno un tema diverso. L'Infiorata viene inaugurata la domenica del Corpus Domini, nel periodo maggio-giugno, e si protrae per le successive due settimane.
Inoltre, il giorno seguente alla Pentecoste viene esposta ai fedeli la Sacra Spina, una preziosa reliquia conservata nell'Abbazia che testimonia la passione di Cristo.

## Descrizione

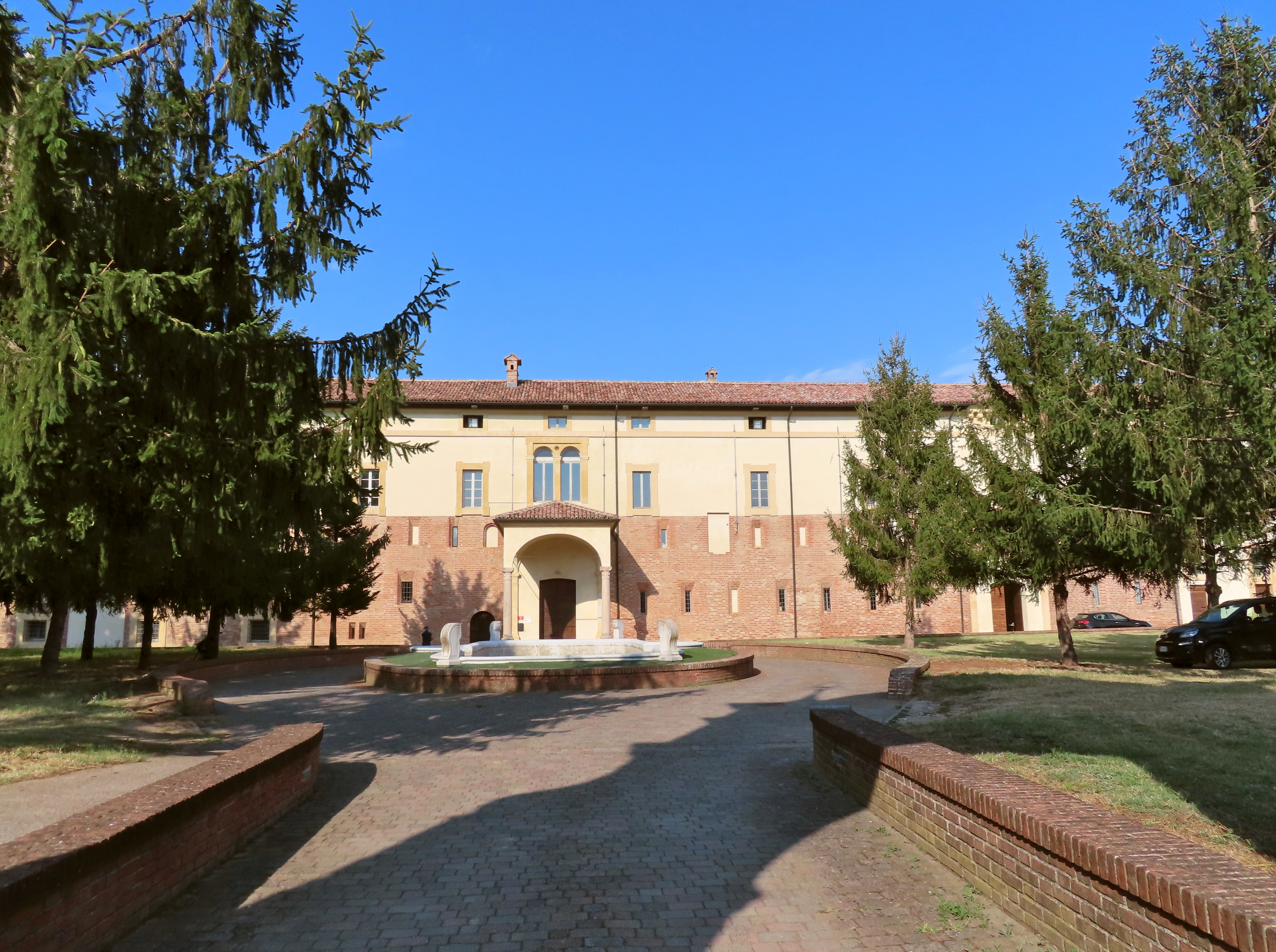
Facciata dell'abbazia.

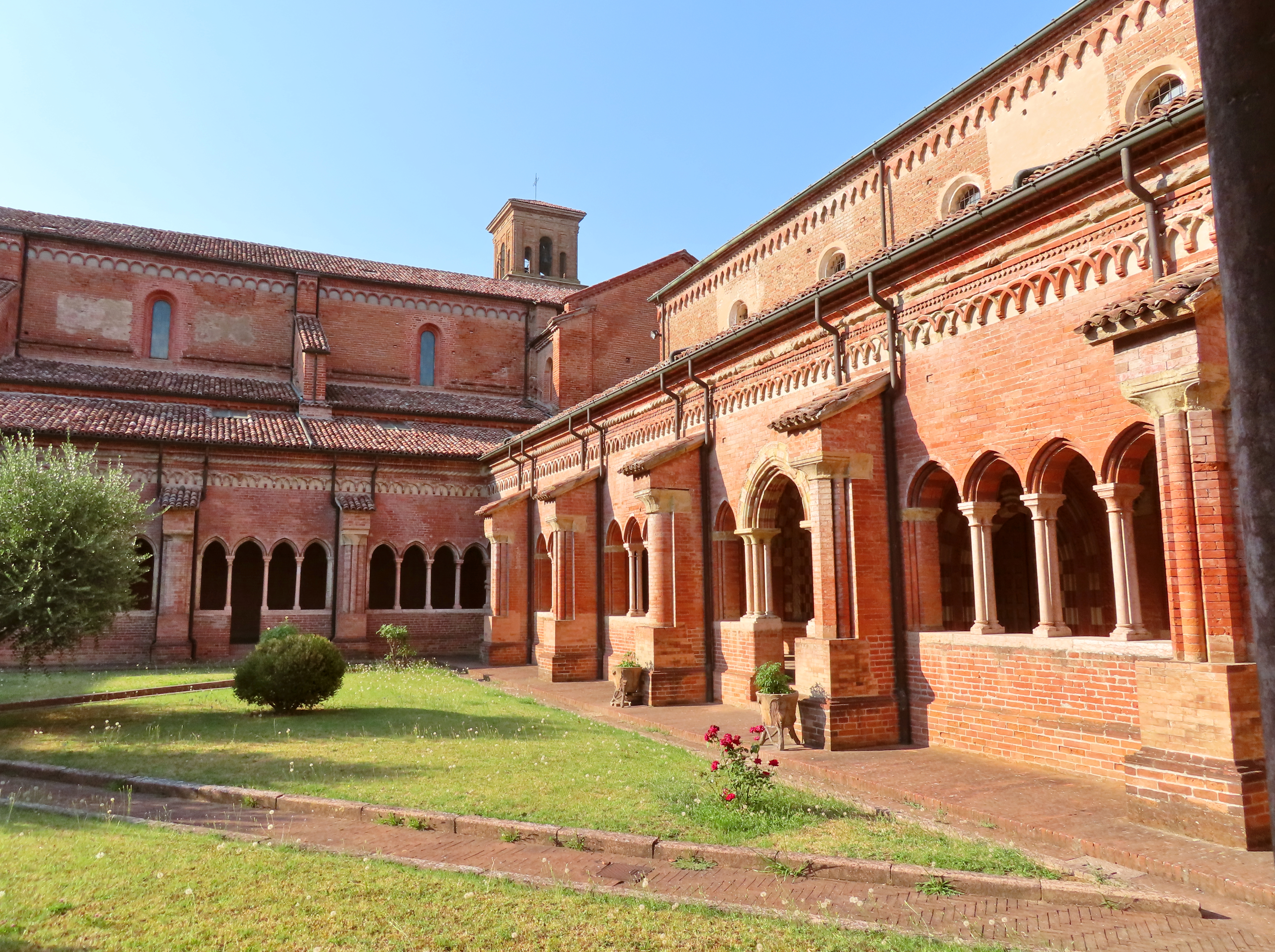
Lati nord ed est del chiostro.

L'inizio dei lavori di costruzione viene posto poco dopo il 1145. Il compimento delle parti medioevali, così come le vediamo, è scaglionato nei duecento anni successivi, dopo la distruzione di parti del cenobio monastico operata da Federico II nel 1248.
Il complesso presenta il classico schema benedettino cistercense, con elementi ortogonali che consentivano successivi ampliamenti. Il corpo fondamentale è la basilica (XII-XIII secolo), a cui aderisce un chiostro tre-quattrocentesco di particolare bellezza e pregio, caratterizzato dalla presenza di oltre cento colonne in marmo di Verona. Sul chiostro cui si affacciano diversi locali come la sagrestia, la sala capitolare, in cui i monaci si riunivano per decidere i loro compiti, il refettorio, la liquoreria o calefactorium, e la scala che conduceva all'antico dormitorio dei monaci, adibito a sede di un'esposizione permanente.

### Basilica

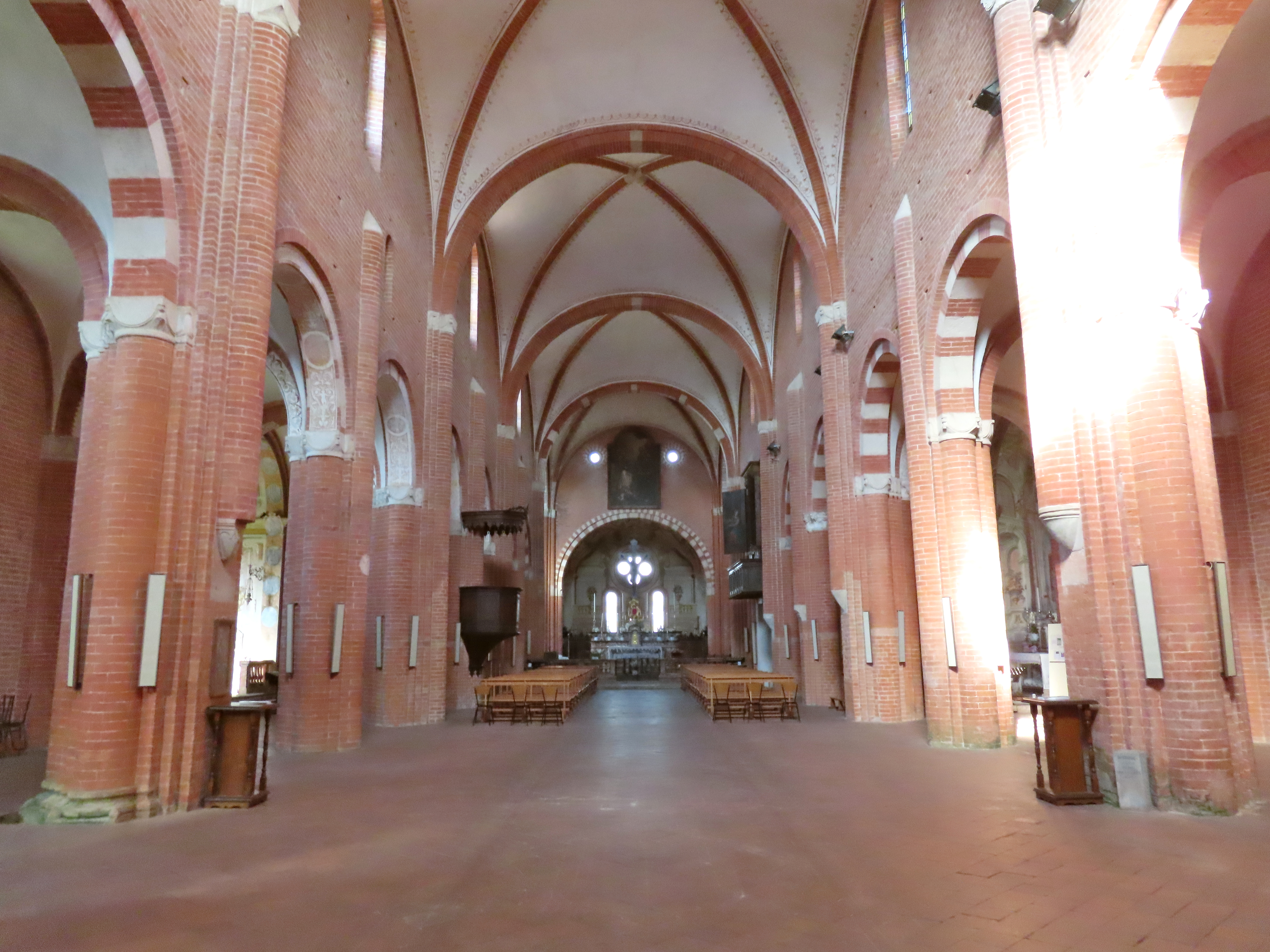
Navata centrale della basilica.

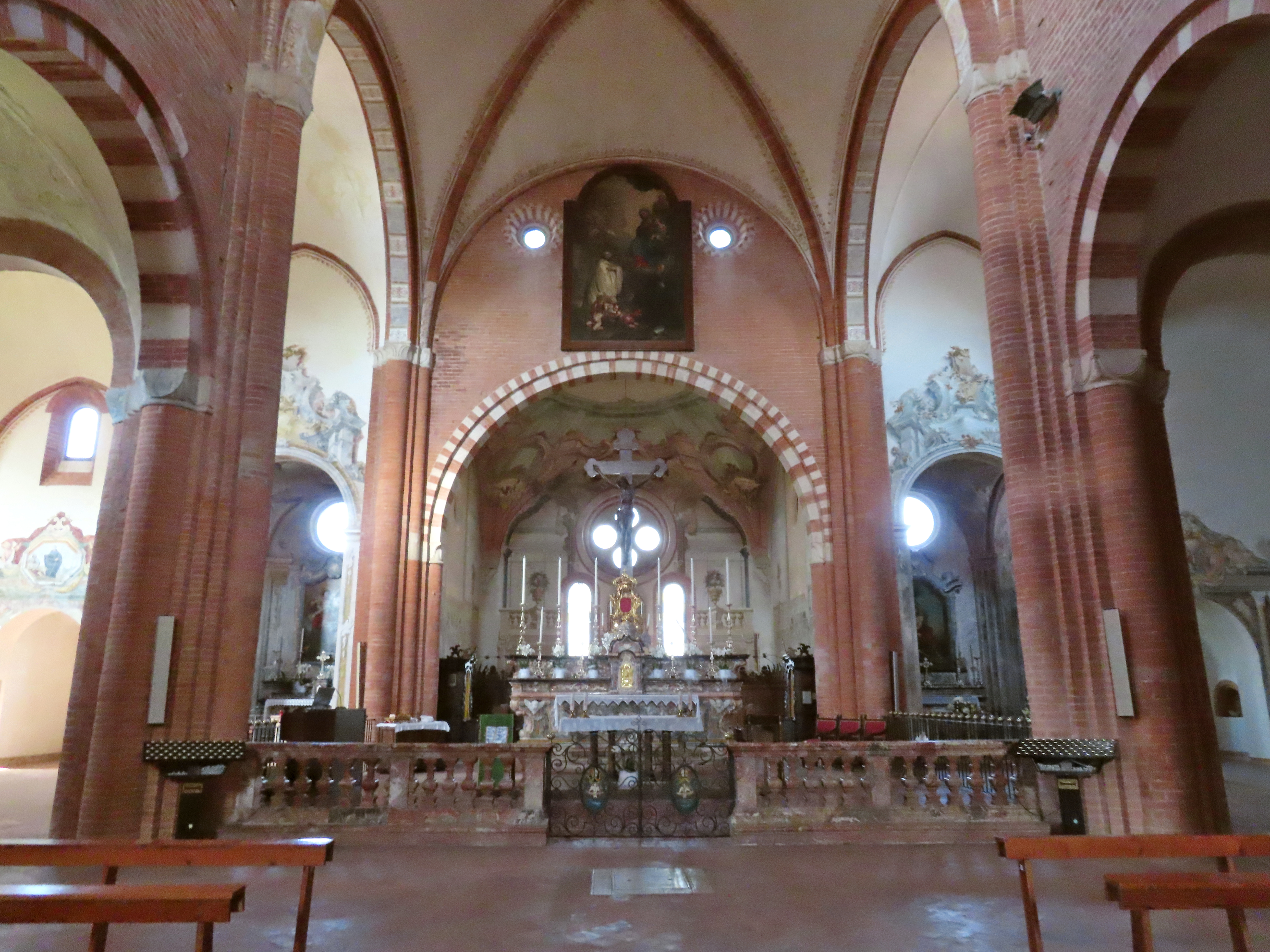
Presbiterio della basilica.

Esternamente, la chiesa si presenta con una facciata a salienti, preceduta da un pronao sotto al quale trova posto una tomba gotica dove riposano le spoglie di Oberto Pallavicino. All'interno della basilica troviamo una struttura a tre navate caratterizzate dalla presenza di pilastri polistili, nervature ed archetti pensili, mentre l'impianto stesso è di transizione tra romanico e gotico. La decorazione è essenziale: san Bernardo disapprovava quando chiamò la ridicula monstruositas del bestiario medioevale, ed impose interni senza decorazioni superflue. 

### Museo Abbazia di Chiaravalle
All'interno dell'abbazia è collocato il museo che racconta la storia dell'Ordine Cistercense e la storia dell'Abbazia di Chiaravalle della Colomba.